# Hoài Anh (biên tập viên)
Nguyễn Thị Hoài Anh (sinh ngày 15 tháng 3 năm 1980), thường được biết đến với tên gọi Hoài Anh, là một nữ người dẫn chương trình kiêm biên tập viên truyền hình người Việt Nam. Với ngoại hình khả ái và chất giọng Nam Bộ đặc trưng, cô nổi tiếng khi từng dẫn chương trình cho các chương trình thời sự của Đài Truyền hình Việt Nam.
Trong bình chọn "Người dẫn chương trình truyền hình yêu thích nhất" năm 2008 do Tạp chí Truyền hình Việt Nam tổ chức, Hoài Anh là người giành được số phiếu nhiều thứ nhì, cô chỉ xếp sau biên tập viên Quang Minh và đồng hạng với nữ biên tập viên Vân Anh. Cô được đánh giá là một trong những gương mặt MC sáng giá nhất của Trung tâm Truyền hình Việt Nam tại Thành phố Hồ Chí Minh.

## Tiểu sử
Cô tên thật là Nguyễn Thị Hoài Anh, sinh năm 1980 tại Hà Nội và là con một trong gia đình. Cha Hoài Anh là cán bộ khoa học về công nghệ thông tin, mẹ nguyên là giảng viên đại học sinh ra tại Hà Nội, hiện đang công tác tại văn phòng Bộ Giáo dục và Đào tạo ở Thành phố Hồ Chí Minh. Cả hai đều là những cán bộ từng được gửi sang Liên Xô để đào tạo. Đến khoảng năm 1985-1986, cô cùng gia đình chuyển vào sinh sống tại Thành phố Hồ Chí Minh.

## Sự nghiệp
Năm 2002, sau khi tốt nghiệp ngành Nhật Bản, khoa Đông phương học của Đại học Khoa học Xã hội và Nhân văn Thành phố Hồ Chí Minh, Hoài Anh về làm việc cho một đơn vị hàng không tại Thành phố Hồ Chí Minh. Trong một lần tình cờ, cô biết được thông tin Trung tâm Truyền hình Việt Nam tại Thành phố Hồ Chí Minh đang tổ chức cuộc thi tuyển người dẫn chương trình và đã nộp đơn xin tham dự. Qua nhiều vòng tuyển lựa, cô đã được nhận vào làm tại đài. Nửa năm sau, do không có được công việc cụ thể trong vai trò của một người dẫn chương trình, Hoài Anh lại chuyển sang làm marketing cho một công ty về thị trường Nhật Bản. Thế nhưng, sáu tháng sau, khi công việc đang tiến triển, cô lại quay về với công việc dẫn chương trình khi nhận được lời mời trở lại cộng tác của Trung tâm Truyền hình Việt Nam tại Thành phố Hồ Chí Minh. Một thời gian sau, Hoài Anh đảm nhiệm vai trò MC cho chương trình Sân khấu thường thức, và sau đó cùng MC Mộng Hoài dẫn chương trình Những ước mơ xanh.

MC Hoài Anh cùng NSƯT Xuân Bắc trong một chương trình tuyên truyền về an toàn giao thông

Khi VTV9 - kênh truyền hình dành riêng cho khu vực Nam Bộ của Trung tâm Truyền hình Việt Nam tại Thành phố Hồ Chí Minh - ra đời vào năm 2007, Hoài Anh được phân công đảm nhiệm việc dẫn và biên tập nhiều chuyên mục khác trên kênh này như talkshow Chuyện đêm khuya,... Bên cạnh đó, cô còn tham gia thực hiện nhiều chuyên mục khác của VTV như Nhà đất hôm nay, Chìa khoá thành công, Làm giàu không khó.
Đầu năm 2008, Hoài Anh được lãnh đạo Đài Truyền hình Việt Nam cử ra Hà Nội công tác một thời gian để tăng cường vào đội ngũ biên tập viên, dẫn chương trình cho VTV1 và VTV4. Cô đã trực tiếp đảm nhận thêm các chương trình như: Thời sự của VTV4, Chào buổi sáng của VTV1 và đặc biệt là chương trình "Thời sự" lúc 19 giờ cũng trên kênh VTV1, đây được đánh giá là một vị trí với nhiều áp lực và đòi hỏi khá khắt khe, chương trình này cũng được toàn bộ các đài truyền hình của Việt Nam tiếp sóng. Việc Hoài Anh dẫn chương trình Thời sự lúc 19 giờ được coi là một bước đi đột phá của VTV, khi trước đó đài chỉ dùng các MC có giọng Hà Nội chuẩn để dẫn.
Từ ngày 1 tháng 1 năm 2022, cô ngừng công tác tại Ban Thời sự và chuyển sang Ban Văn nghệ của Đài Truyền hình Việt Nam.

## Các chương trình đã dẫn
- Sân khấu thường thức
- Làm giàu không khó
- Chìa khoá thành công
- Ước mơ Việt Nam
- Nhà đất hôm nay
- Robocon
- Thời sự
- Chào buổi sáng
- Bài hát theo yêu cầu[11]
- Cảm hứng bất tận
- Không gian văn hóa nghệ thuật

### Phim ảnh
- Dollars trắng
- Mùa hoa nhớ
- Lời thề đất Mũi

## Đời tư
Hoài Anh đã lập gia đình và có một con gái sinh năm 2011 tên Kỳ Uyên .

## Sự cố
- Trong chương trình Thời sự 19h trực tiếp trên VTV1 ngày 21/7/2014, khi đang dẫn bản tin, BTV Hoài Anh làm rơi bông tai, một âm thanh lớn phát khiến khán giả rất dễ nhận thấy, nhưng khá may lúc đó cô vừa hoàn thành đoạn nói của mình để chuyển sang phần phát đoạn phỏng vấn.
- Trong chương trình Thời sự 12h trực tiếp trên VTV1 ngày 23/11/2016, khi đang dẫn bản tin về việc thay đổi đầu số, mã vùng của điện thoại, BTV Hoài Anh đã bật cười khi BTV Hữu Bằng đã đọc sai cụm từ "phòng, dự trữ" thành "dự trữ phòng".[13]

## Giải thưởng
| Năm  | Giải thưởng       | Hạng mục                        | Kết quả   | Chú thích |
| ---- | ----------------- | ------------------------------- | --------- | --------- |
| 2014 | Ấn tượng VTV 2014 | Biên tập viên lên hình Ấn tượng | Đoạt giải | [ 14 ]    |